# Виньоль (Шаранта)
Виньо́ль (фр. Vignolles) — коммуна во Франции, находится в регионе Пуату — Шаранта. Департамент — Шаранта. Входит в состав кантона Барбезьё-Сент-Илер. Округ коммуны — Коньяк.
Код INSEE коммуны — 16405.
Коммуна расположена приблизительно в 420 км к юго-западу от Парижа, в 125 км южнее Пуатье, в 25 км к юго-западу от Ангулема.

## Население
Население коммуны на 2008 год составляло 181 человек.
| 1962 | 1968 | 1975 | 1982 | 1990 | 1999 | 2008 |
| ---- | ---- | ---- | ---- | ---- | ---- | ---- |
| 277  | 264  | 191  | 187  | 181  | 184  | 181  |

## Администрация
| Период | Период | Фамилия        | Партия | Примечания |
| ------ | ------ | -------------- | ------ | ---------- |
| 1979   | 2008   | Жан-Мари Комбо |        |            |
| 2008   |        | Жорж Пети      |        | фермер     |

## Экономика
В 2007 году среди 102 человек в трудоспособном возрасте (15—64 лет) 69 были экономически активными, 33 — неактивными (показатель активности — 67,6 %, в 1999 году было 67,2 %). Из 69 активных работали 64 человека (33 мужчины и 31 женщина), безработных было 5 (2 мужчины и 3 женщины). Среди 33 неактивных 6 человек были учениками или студентами, 14 — пенсионерами, 13 были неактивными по другим причинам.

## Достопримечательности
- Церковь Нотр-Дам (XII век). Памятник истории с 1991 года[3]

## Фотогалерея

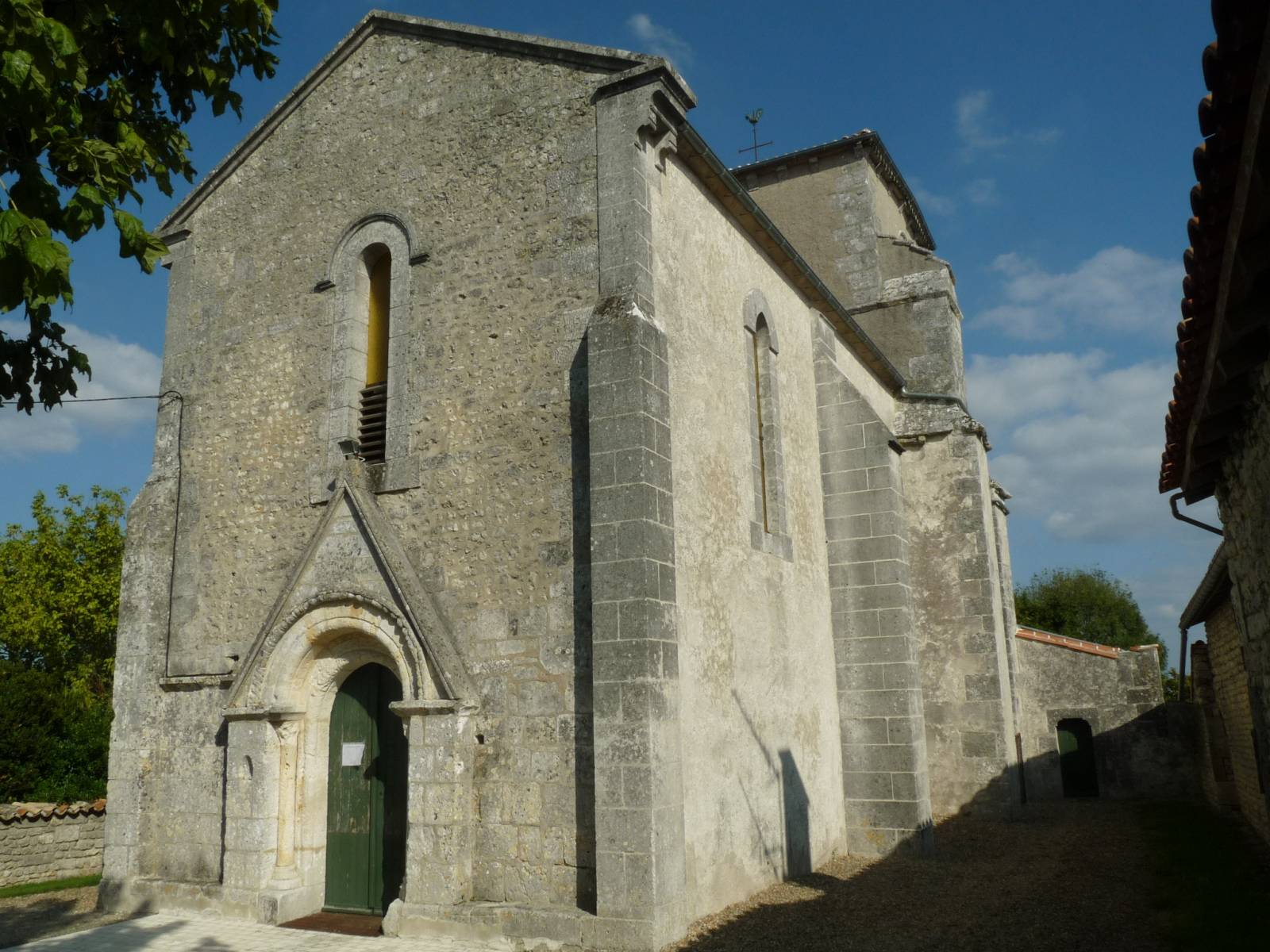
Церковь Нотр-Дам
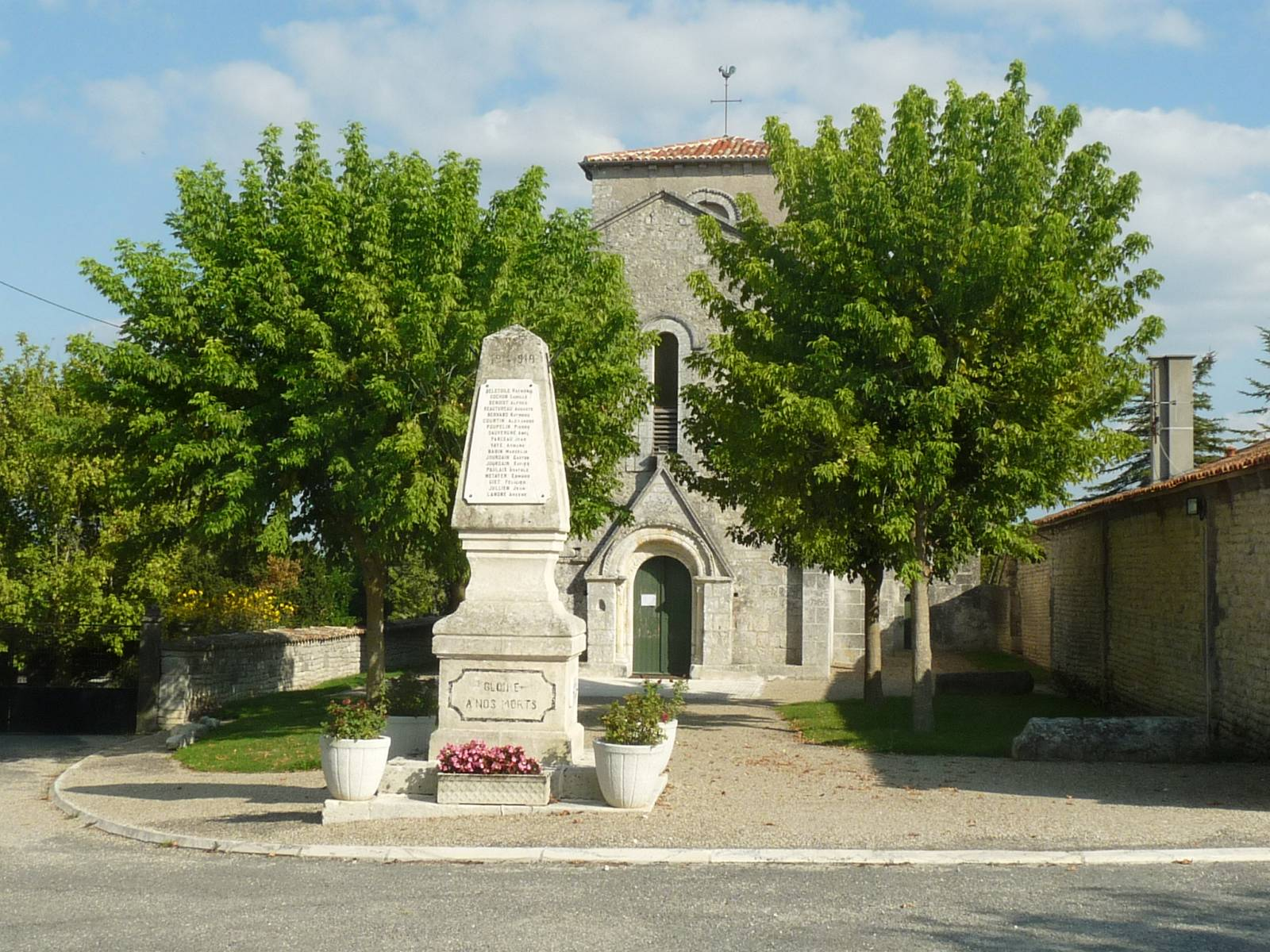
Военный мемориал
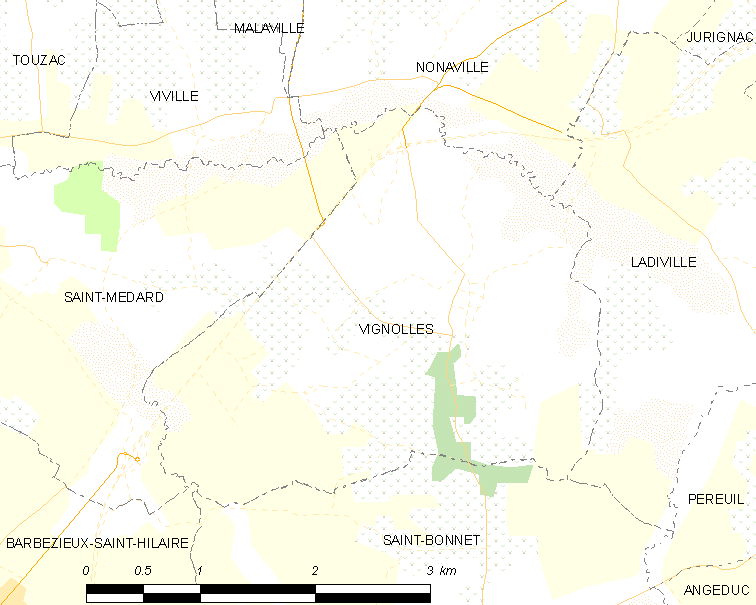
Карта коммуны